# آرانتینا
آرانتینا (به پرتغالی: Arantina) یک منطقهٔ مسکونی در برزیل است که در میناز ژرایس واقع شده‌است. آرانتینا ۸۹٫۴۲ کیلومتر مربع مساحت و ۲٬۷۸۷ نفر جمعیت دارد و ۱٬۰۵۰ متر بالاتر از سطح دریا واقع شده‌است.